# Hispania F110
A Hispania F110 egy Formula–1-es versenyautó, amelyet a Dallara tervezett és épített a Hispania Racing Team (HRT) számára a 2010-es Formula–1 világbajnokság. Összesen négy versenyző vezette: Karun Chandhok, Bruno Senna, Jamamoto Szakon és Christian Klien. Ez volt a Hispania-csapat első autója, amellyel a Formula–1-ben indult.
Az autót a Cosworth motorja hajtotta. Az idény során nem szereztek pontot, legjobb eredményük egy 14. helyezés volt, mellyel utolsó előtti, 11. helyezést értek el a bajnokságban. A csapatnak nem volt főszponzora, és nem fejlesztették idény közben az autót sem.

## Áttekintés
A csapat eredetileg Adrián Campos vezetésével, mint Campos Meta 1 adta be a nevezését a 2010-es bajnokságba. Az autó fejlesztésével a Dallarát bízták meg. A tél során pénzügyi problémák miatt nem tudták kifizetni sem a Dallarát, sem a Cosworth-t, így a csapatot Campos eladta José Ramos Carabanténak, aki átnevezte azt Hispania Racing Team-re, alig két héttel az idénynyitó verseny előtt. Az új csapatfőnök, Colin Kolles vezetőjével rohamtempóban kezdtek neki a munkának, hogy odaérjenek Bahreinbe.
Az autóban Cosworth motor volt, csakúgy, mint abban az évben a Williams, a Lotus, és a Virgin autóiban. A kasztni az előző évi Red Bull RB5-öst másolta, illetve a Virgin VR-01-est, és a Dallara IndyCar-os autóit. Ez, mint utóbb kiderült, nem volt túl szerencsés, aerodinamikailag nem volt tökéletes az autó, így 2010 májusában a Hispania szerződést is bontott a tervezőkkel.
Az autó alapszíne sötétszürke, némi fehérrel, sárga és piros csíkokkal. Főszponzor nem volt, csak néhány spanyol vállalkozás matricái kerültek fel.
Mivel a szezon előtti tesztekre nem értek oda, először Bahreinben gurultak pályára. Senna vitte ki először az autót, amelyet gyakorlatilag teszteltek még ekkor. Az időmérő edzésen az utolsó sor lett volna az övék, de a boxutcából rajtoltak. Chandhok a második körben esett ki egy ütközés után, Senna pedig 17 kör után motorhibával. Ausztráliában már egy fokkal jobban szerepeltek, noha még így is kb. 6 másodperc volt a hátrányuk a pole pozícióhoz képest. Chandhok a 14. helyen, utolsóként ért célba, 5 kör hátrányban, úgy, hogy a 13. helyezett Heikki Kovalainen is 3 kört adott neki. Ez az autó padlólemezének a meghibásodása miatt volt.
Eredetileg az volt a terv, hogy az első pár futam után fejlesztéseket kap az autó, de a csapatnak nem volt annyi pénze, hogy kifizesse a Dallarát, ezért ezek elmaradtak.
A Brit Nagydíjon Jamamoto Szakon helyettesítette Sennát, aki utána Chandhok helyét vette át a csapatnál. Szingapúrban aztán Jamamotót is kitették a csapatból, hivatalosan ételmérgezésre hivatkozva versenyzett helyette Christian Klien, Ezután még két versenyen Jamamoto ült vissza, majd az idény végén Klien, szponzori problémák miatt. A  csapatfőnök Colin Kolles több versenyzőt is talonban tartott, akiket bármikor beültethetett volna: köztük volt Pastor Maldonado, Jacques Villeneuve, és Giorgio Mondini is.
Az autót a 2011-es tesztidényben is használták még, továbbá ez képezte az alapját az új autónak, az F111-esnek.

## Eredmények
| Év   | Csapat                  | Motor           | Gumik | Pilóták         | 1   | 2   | 3   | 4   | 5   | 6   | 7   | 8   | 9   | 10  | 11  | 12  | 13  | 14  | 15  | 16  | 17  | 18  | 19  | Pontok | Helyezés |
| ---- | ----------------------- | --------------- | ----- | --------------- | --- | --- | --- | --- | --- | --- | --- | --- | --- | --- | --- | --- | --- | --- | --- | --- | --- | --- | --- | ------ | -------- |
| 2010 | Hispania Racing F1 Team | Cosworth CA2010 | B     |                 | BHR | AUS | MAL | CHN | ESP | MON | TUR | CAN | EUR | GBR | GER | HUN | BEL | ITA | SIN | JPN | KOR | BRA | ABU | 0      | 11.      |
| 2010 | Hispania Racing F1 Team | Cosworth CA2010 | B     | Karun Chandhok  | KI  | 14  | 15  | 17  | KI  | 14† | 20† | 18  | 18  | 19  |     |     |     |     |     |     |     |     |     | 0      | 11.      |
| 2010 | Hispania Racing F1 Team | Cosworth CA2010 | B     | Bruno Senna     | KI  | KI  | 16  | 16  | KI  | KI  | KI  | KI  | 20  |     | 19  | 17  | KI  | KI  | KI  | 15  | 14  | 21  | 19  | 0      | 11.      |
| 2010 | Hispania Racing F1 Team | Cosworth CA2010 | B     | Jamamoto Szakon |     |     |     |     |     |     |     |     |     | 20  | KI  | 19  | 20  | 19  |     | 16  | 15  |     |     | 0      | 11.      |
| 2010 | Hispania Racing F1 Team | Cosworth CA2010 | B     | Christian Klien |     |     |     |     |     |     |     |     |     |     |     |     |     |     | KI  |     |     | 22  | 20  | 0      | 11.      |

† - nem fejezte be a versenyt, de rangsorolták, mert teljesítette a versenytáv 90 százalékát.

## Fordítás
- Ez a szócikk részben vagy egészben  a   Hispania F110 című angol Wikipédia-szócikk ezen változatának fordításán alapul.  Az eredeti cikk szerkesztőit annak laptörténete sorolja fel. Ez a jelzés csupán a megfogalmazás eredetét és a szerzői jogokat jelzi, nem szolgál a cikkben szereplő információk forrásmegjelöléseként.

1. 1 2  Különös történetek a mezőny végén (hu-HU nyelven). Formula.hu. (Hozzáférés: 2024. augusztus 14.)